# KOI8
KOI8 ist eine Familie von 8-bit-Zeichensätzen für die kyrillische Schrift.
Es gibt folgende Teilnormen:
- KOI8-R für Russisch und Bulgarisch.
- KOI8-U und KOI8-RU für Ukrainisch, Belarussisch und Russisch.
- KOI8-T für Tadschikisch.
- KOI8-CS für Tschechisch und Slowakisch.
- KOI8-O für altes Russisch.

Daneben gibt es auch den 7-bit-Zeichensatz KOI7.
Alternativen zu KOI8 sind Windows-1251, ISO 8859-5 und in immer stärkerem Maß Unicode.